# Pomacanthus paru
El pez ángel francés (Pomacanthus paru) es una especie de pez actinopterigio perciforme de la familia de los pomacántidos que habita en los arrecifes del océano Atlántico occidental.
Es una especie relativamente común en su rango de distribución geográfica y con poblaciones estables. Su carne es considerada de buena calidad y comercializada para consumo humano en Singapur y Tailandia. Es una especie también comercializada en acuariofilia.

## Morfología
Es un pez ángel típico, con un cuerpo corto y comprimido lateralmente, y una pequeña boca con dientes diminutos. Solamente tiene una aleta dorsal, al contrario que muchos perciformes, y su primera espina se desarrolla en un filamento sobresaliente. Tiene 10 espinas dorsales, entre 29 y 31 radios blandos dorsales, 3 espinas anales y entre 22 y 24 radios blandos anales. Cuenta con una robusta espina en el opérculo braquial, que en los juveniles es aserrada y se suaviza en los adultos.
De adulto posee una vistosa librea: la coloración base del cuerpo y las aletas es negra, y tiene las escamas bordeadas de amarillo dorado, excepto las situadas en la parte anterior, entre la nuca y el abdomen. La base de la aleta pectoral tiene una ancha franja amarillo-naranja. El filamento de la primera espina dorsal es amarillo. La tonalidad de la cabeza es azul grisáceo, con la mandíbula y boca blanquecina, un anillo amarillo rodeando el ojo y bordeado en azul en su parte inferior.
Los especímenes jóvenes tienen la coloración de la cabeza, cuerpo y aletas negra, con las escamas bordeadas en dorado, como los adultos, pero añaden a su librea 5 rayas amarillas verticales: la primera delante de la boca, la segunda detrás del ojo, la tercera desde el filamento dorsal hasta el vientre, la cuarta desde el tercio posterior de la aleta dorsal hasta el centro de la aleta anal, que tiene un filamento en el ángulo, y la quinta raya en la base de la aleta caudal, que está bordeada de amarillo.

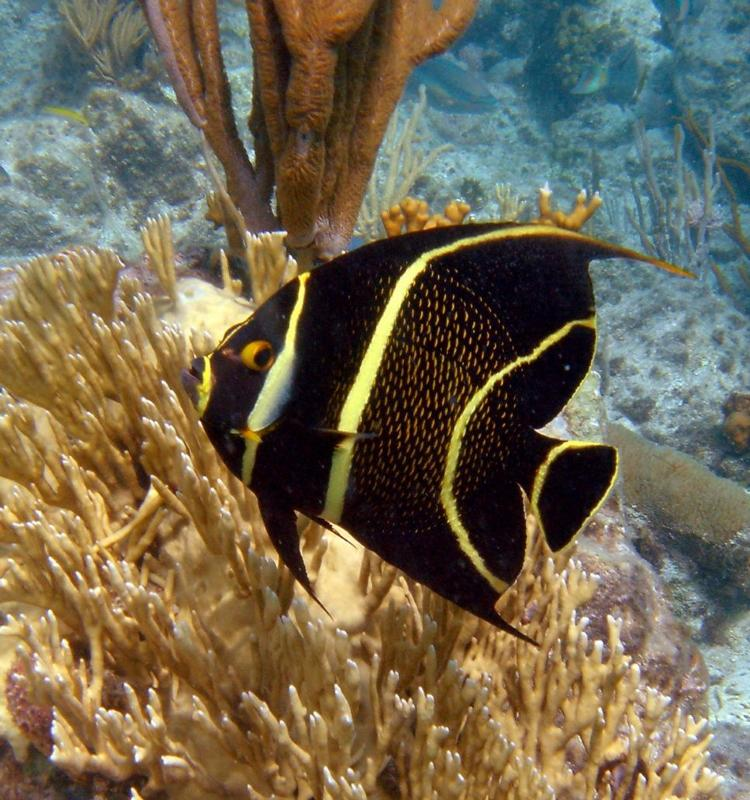
Pomacanthus paru juvenil
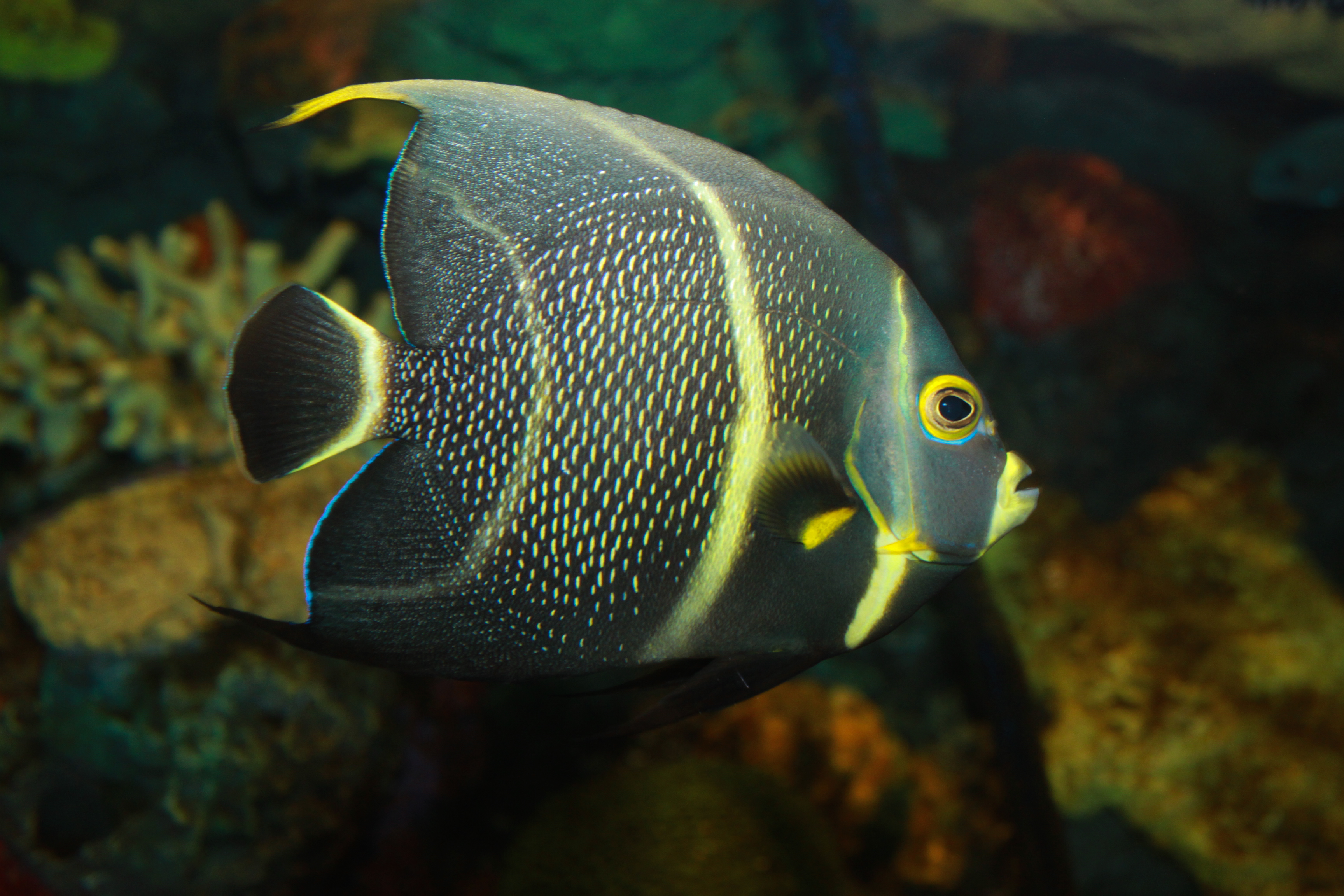
Pomacanthus paru subadulto, perdiendo las líneas verticales de los juveniles
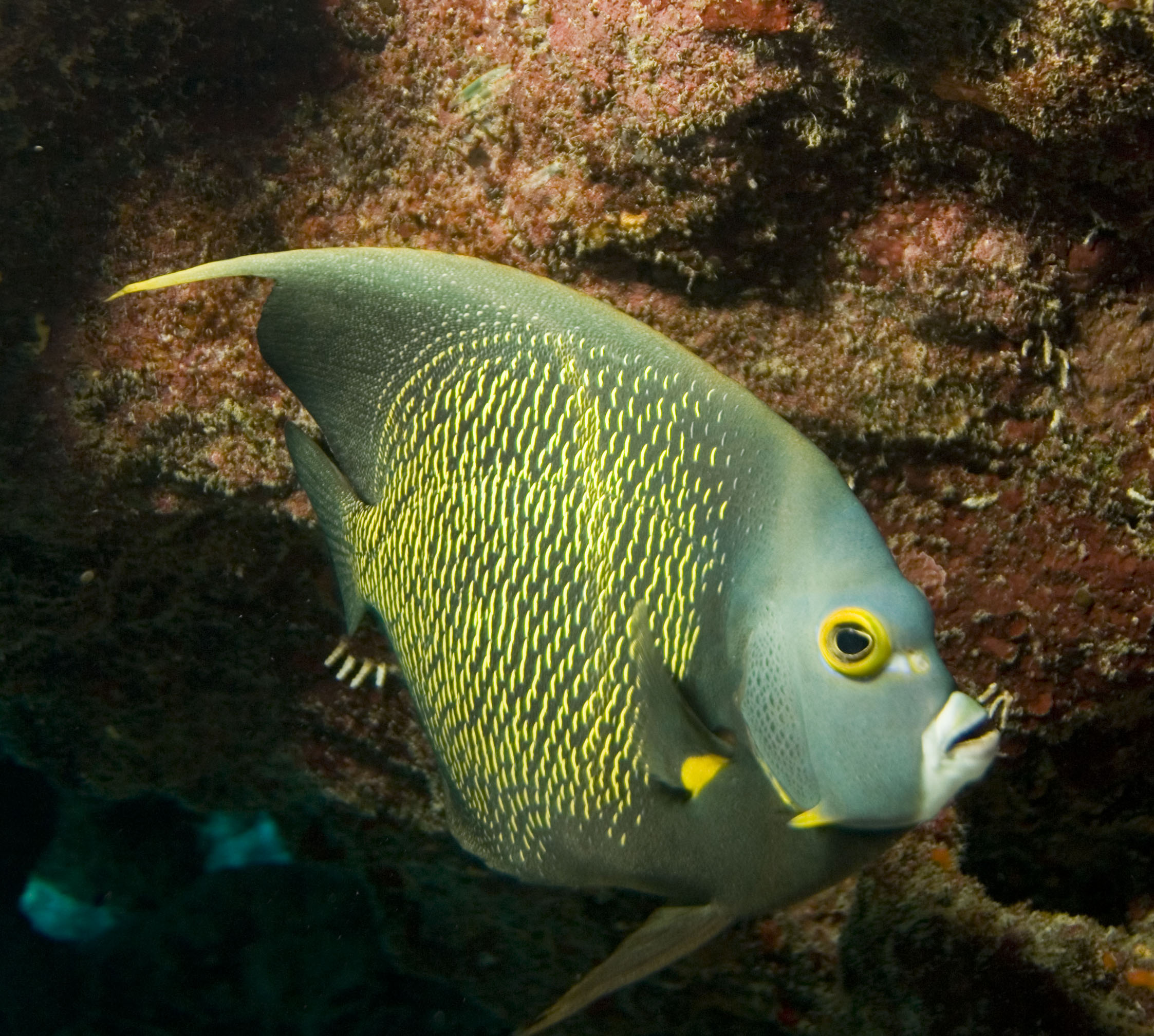
Pomacanthus paru adulto

Los machos, que son mayores que las hembras, miden hasta 41,1 centímetros de largo, aunque su tamaño más normal en machos adultos es de 28 cm.

## Hábitat y comportamiento
Es una especie nerítica, asociada a arrecifes y clasificada como no migratoria. Aunque, siendo nativa del océano Atlántico occidental, se han reportado localizaciones de ejemplares vagabundos en la costa occidental africana.
Su rango de profundidad es entre 3 y 100 metros, aunque se localizan hasta los 127 m de profundidad, y en un rango de temperaturas entre 19.64 y 28.50 °C.
Es común en arrecifes coralinos soleados, dónde ocurre normalmente en parejas, y cerca de gorgonias marinas. Es una especie fuertemente territorial, defendiendo las parejas su territorio con gran agresividad frente a otras parejas invasoras. Por la noche busca refugio entre corales, rocas o algas, normalmente volviendo cada noche al mismo sitio.
Los juveniles suelen organizar "estaciones de limpieza", dónde desparasitan ejemplares de peces de mayor tamaño, como carángidos, pargos, morenas, cirujanos o lábridos. En la estación, el limpiador despliega una natación agitada, y cuando está limpiando, toca con sus aletas pélvicas al "cliente". A su vez, los adultos de P. paru son limpiados por especímenes de Thalassoma noronhanum o de Elacatinus figaro, habiendo sido observados estos comportamientos en el archipiélago de Noronha y en São Paulo, Brasil.

## Distribución geográfica
Se distribuye en el océano Atlántico, siendo especie nativa de Anguilla; Antigua y Barbuda; Aruba; Bahamas; Barbados; Belice; Bonaire; Brasil; Islas Cayman; Colombia; Costa Rica; Cuba; Curazao; Dominica; Estados Unidos; Guyana Francesa; Granada; Guadalupe; Guatemala; Guyana; Haití; Honduras; Jamaica; Martinica; México; Montserrat; Nicaragua; Panamá; Puerto Rico; República Dominicana; San Cristóbal y Nieves; Saint Lucia; Saint Martin (parte francesa); Saint Vincent y las Grenadines; Sint Maarten (parte holandesa); Suriname; Trinidad y Tobago; Turks y Caicos; Venezuela e Islas Vírgenes, tanto las británicas, como las estadounidenses.

## Alimentación
El pez ángel francés se alimenta de esponjas, tunicados, briozoos, pólipos de corales del orden Zoantharia y gorgonias, así como de algas, anfípodos y copépodos. Los juveniles se alimentan de una mezcla de algas y detritus, así como de parásitos que limpian de otros peces.

## Reproducción
Esta especie es dioica, ovípara y monógama. La fertilización es externa, desovando en parejas. El protocolo consiste en que la pareja nada suavemente en orientación paralela, a una altura entre 25 y 75 cm sobre el arrecife. Después del atardecer, la pareja asciende bruscamente en un arco desde el fondo, atravesando de 7 a 10 m, hasta que alcanza una altura de 2 o 3 m. Tras el ascenso, la pareja junta sus cuerpos, uniendo muy próximamente, o tocando, sus vientres. Cuando deshacen el arco recorrido separan sus cuerpos, volviéndolos a unir en el pico del arco, cerca de la superficie.
No cuidan a sus alevines. Alcanzan la madurez con 3.4 años.

## Mantenimiento
El pez ángel francés es una especie fácil de mantener en cautividad, dada la gran tolerancia a diferentes condiciones de salinidad y otros parámetros del agua.
No es apto para acuario de arrecife, ya que picoteará los corales. Requiere un acuario de, al menos, 680 litros para un solo espécimen, duplicando esa cantidad si se alberga una pareja. El acuario deberá contar con rocas y cuevas para que pueda esconderse.
Aunque se adapta fácilmente, la alimentación deberá contar con sustancias vegetales y de esponjas, además acepta artemia y mysis, o alimento en escamas o pellets. Se le puede preparar una mezcla de mejillón, gamba, calamar y espinacas. Se recomienda alimentar en pequeñas cantidades y tres veces al día.
La especie ha sido reproducida y criada en cautividad.

## Galería

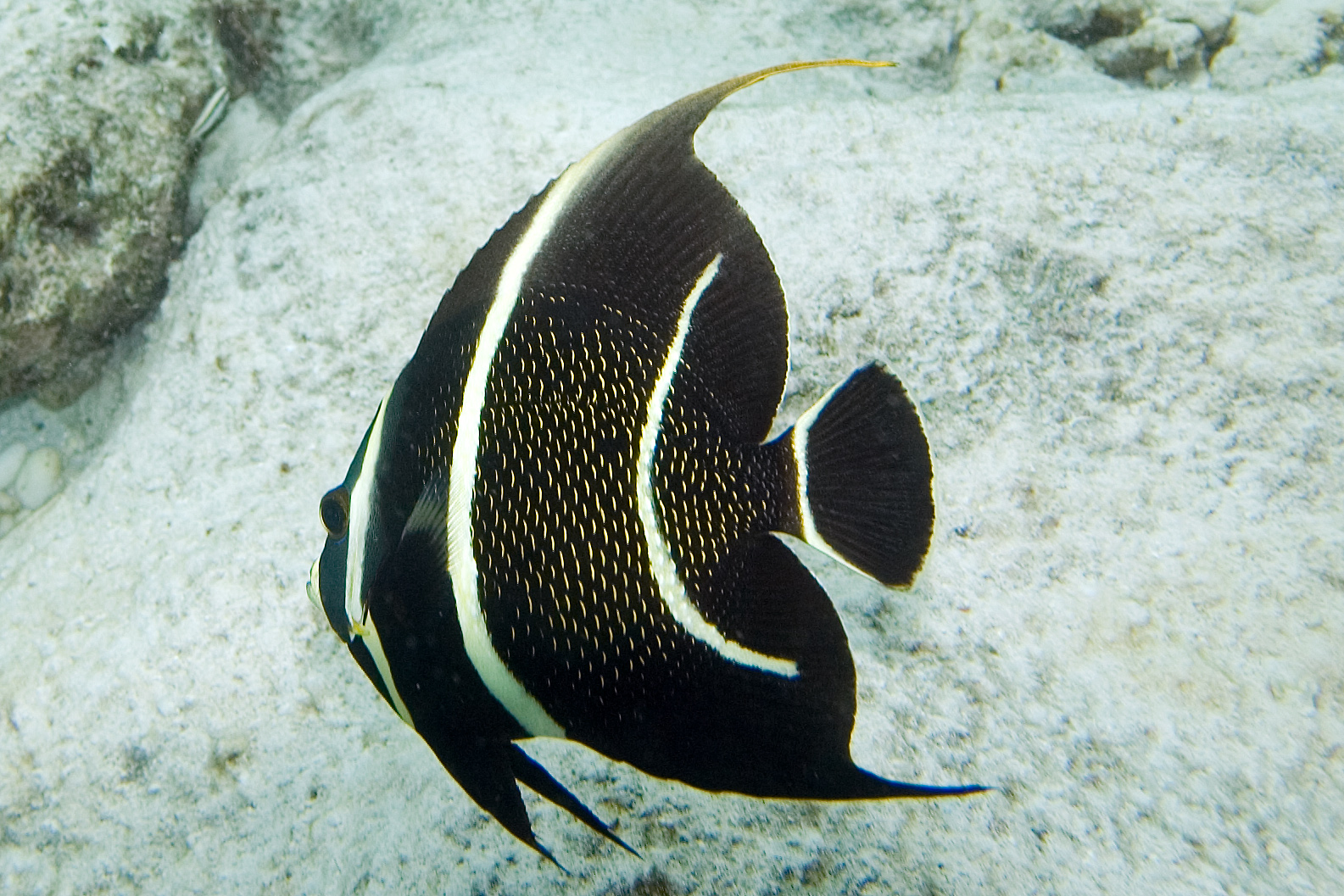
Ejemplar juvenil en Bonaire
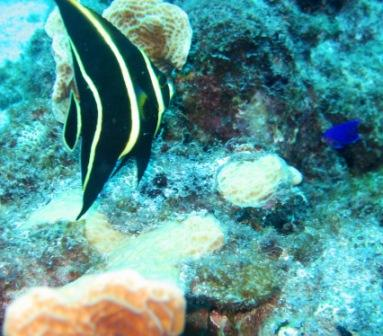
Ejemplar juvenil en Curaçao
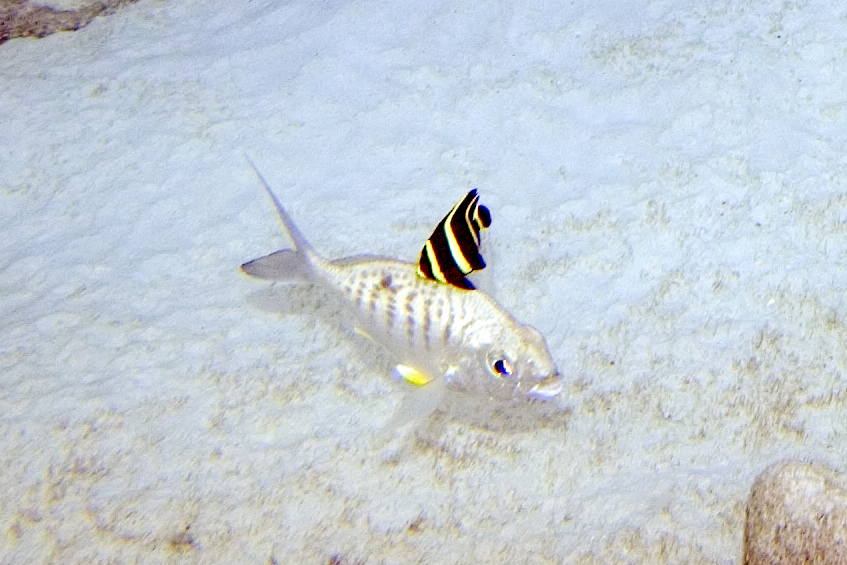
Ejemplar juvenil limpiando otro pez de la especie Gerres cinereus
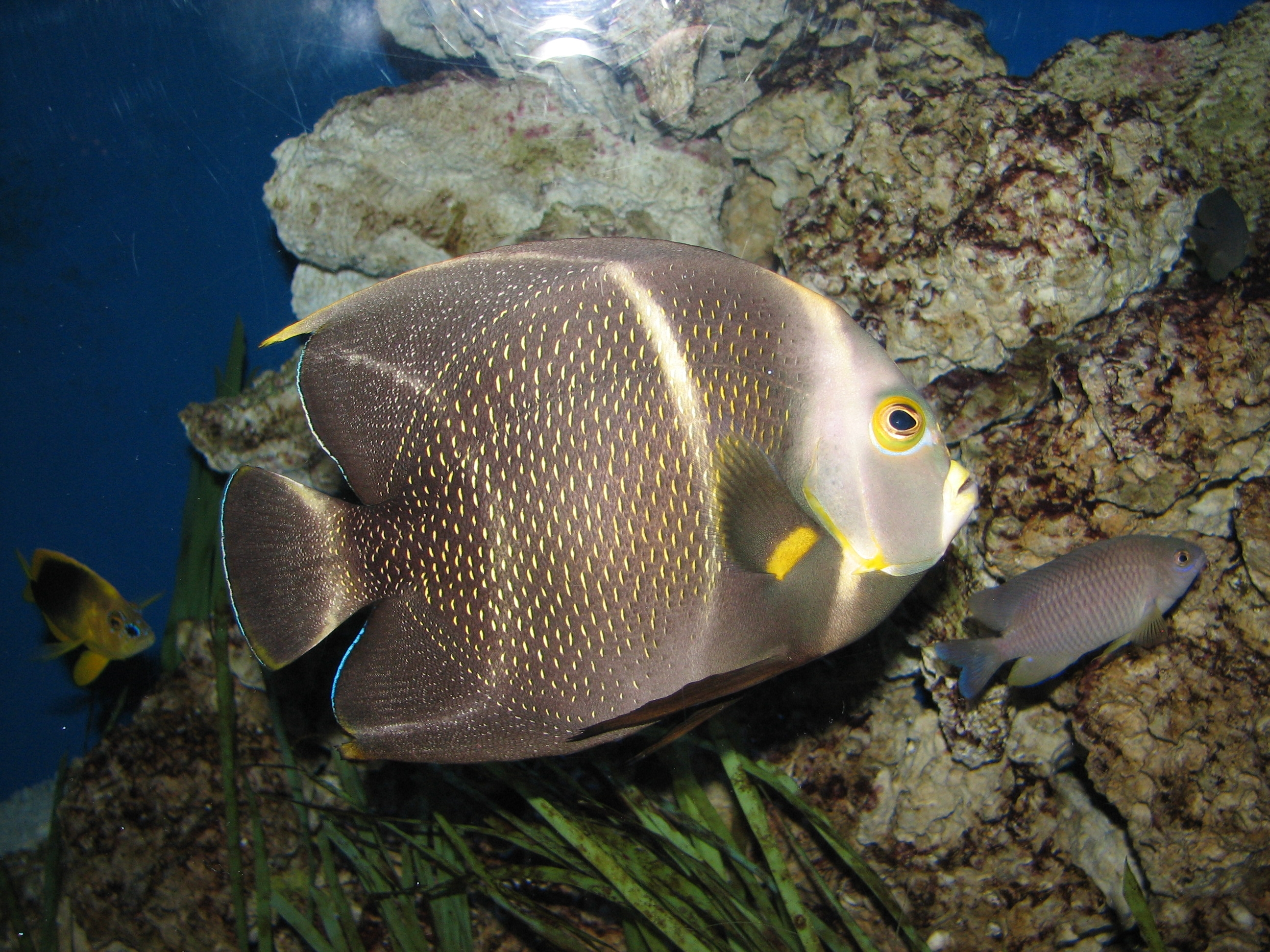
Ejemplar subadulto terminando de perder las rayas verticales juveniles
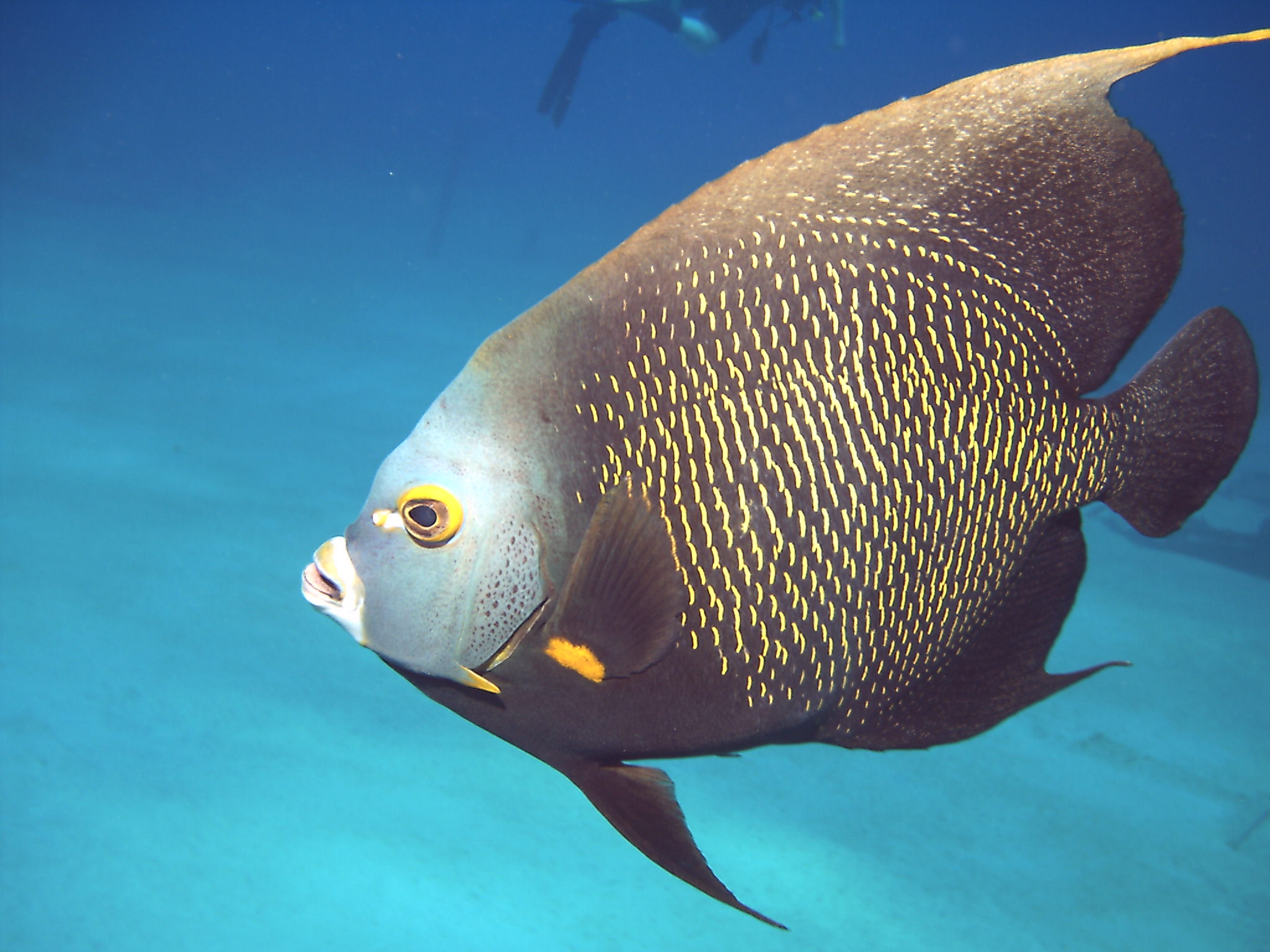
Ejemplar adulto en las islas Cayman
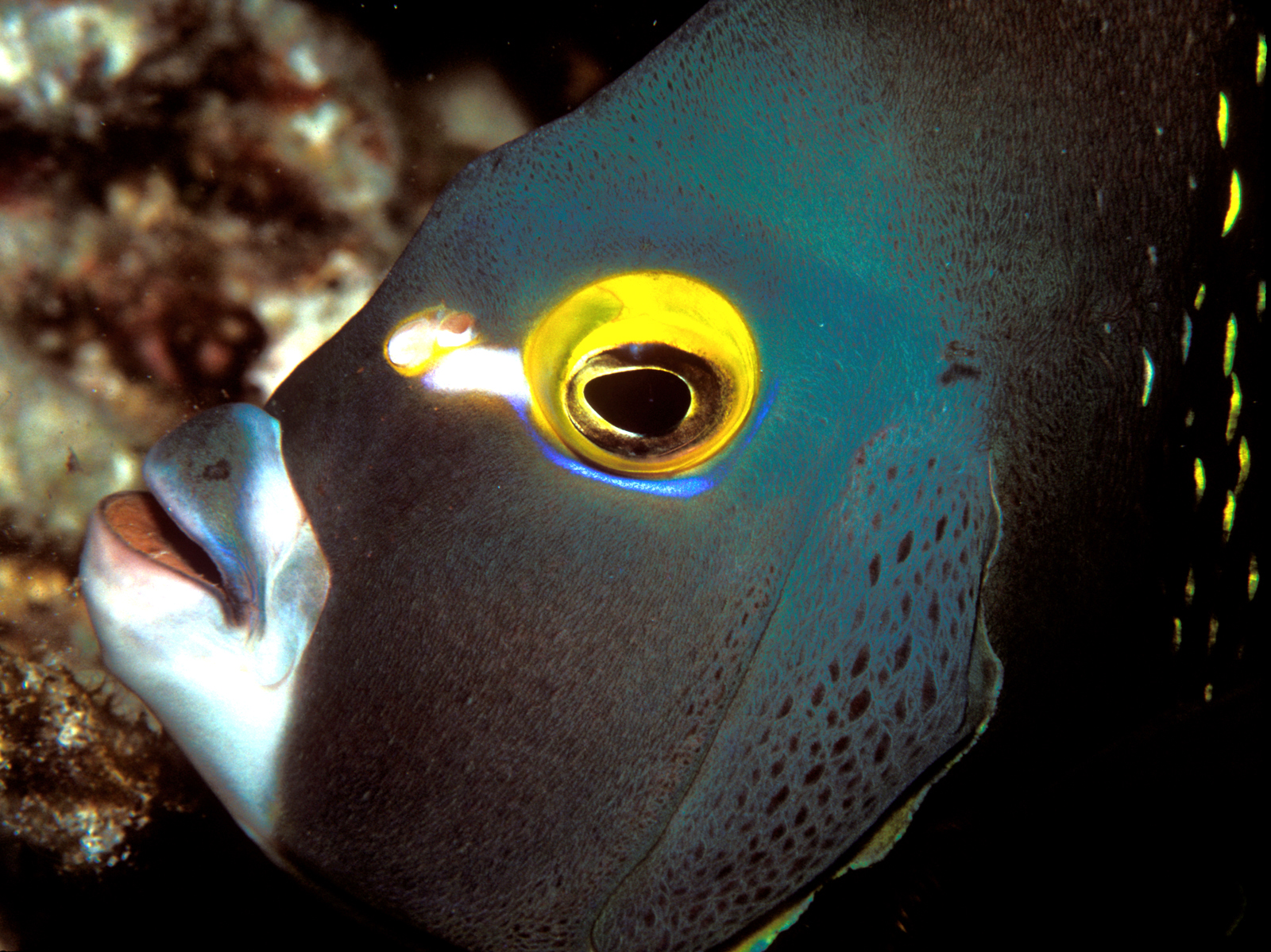
Ejemplar adulto, detalle cabeza
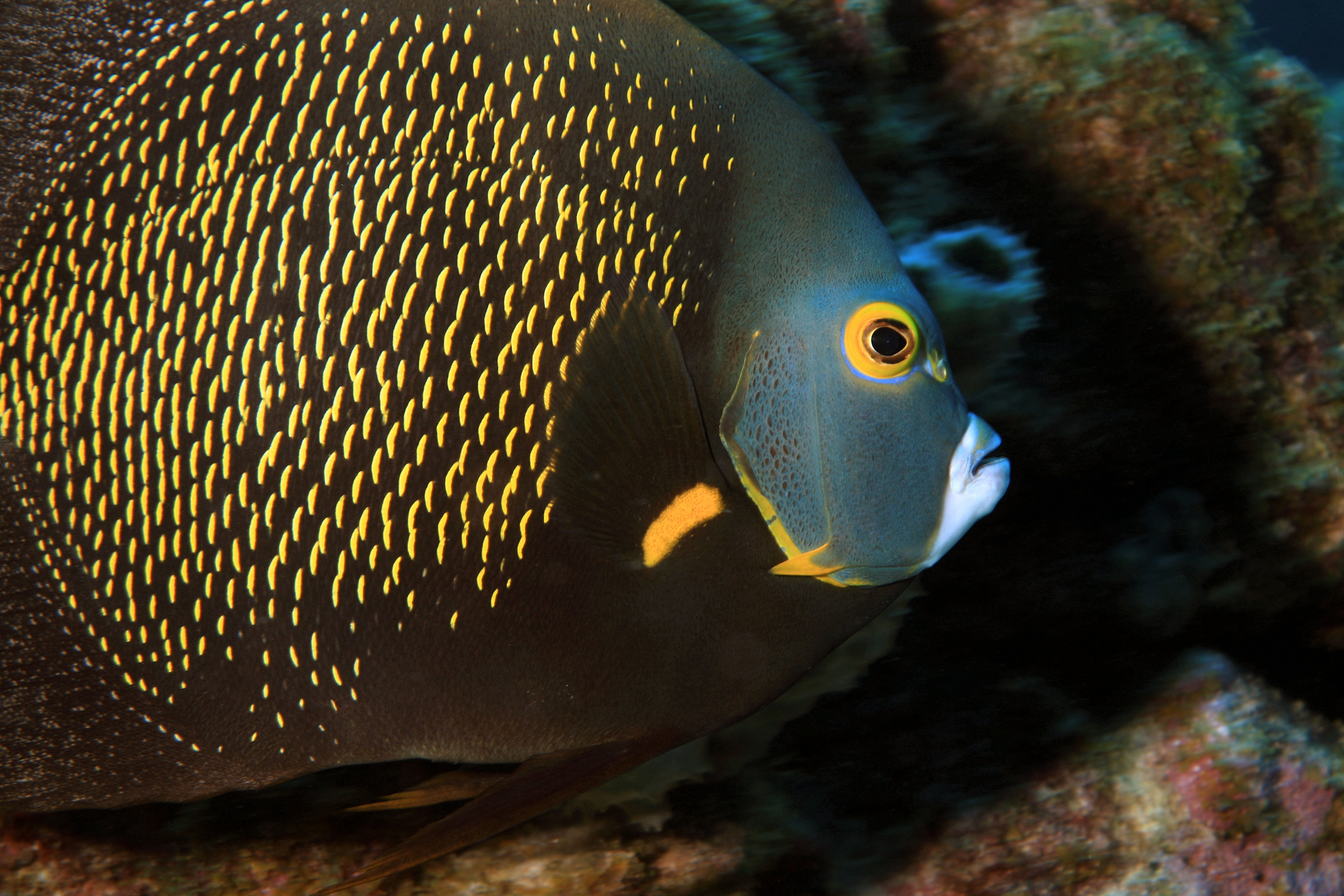
Ejemplar adulto en Curaçao
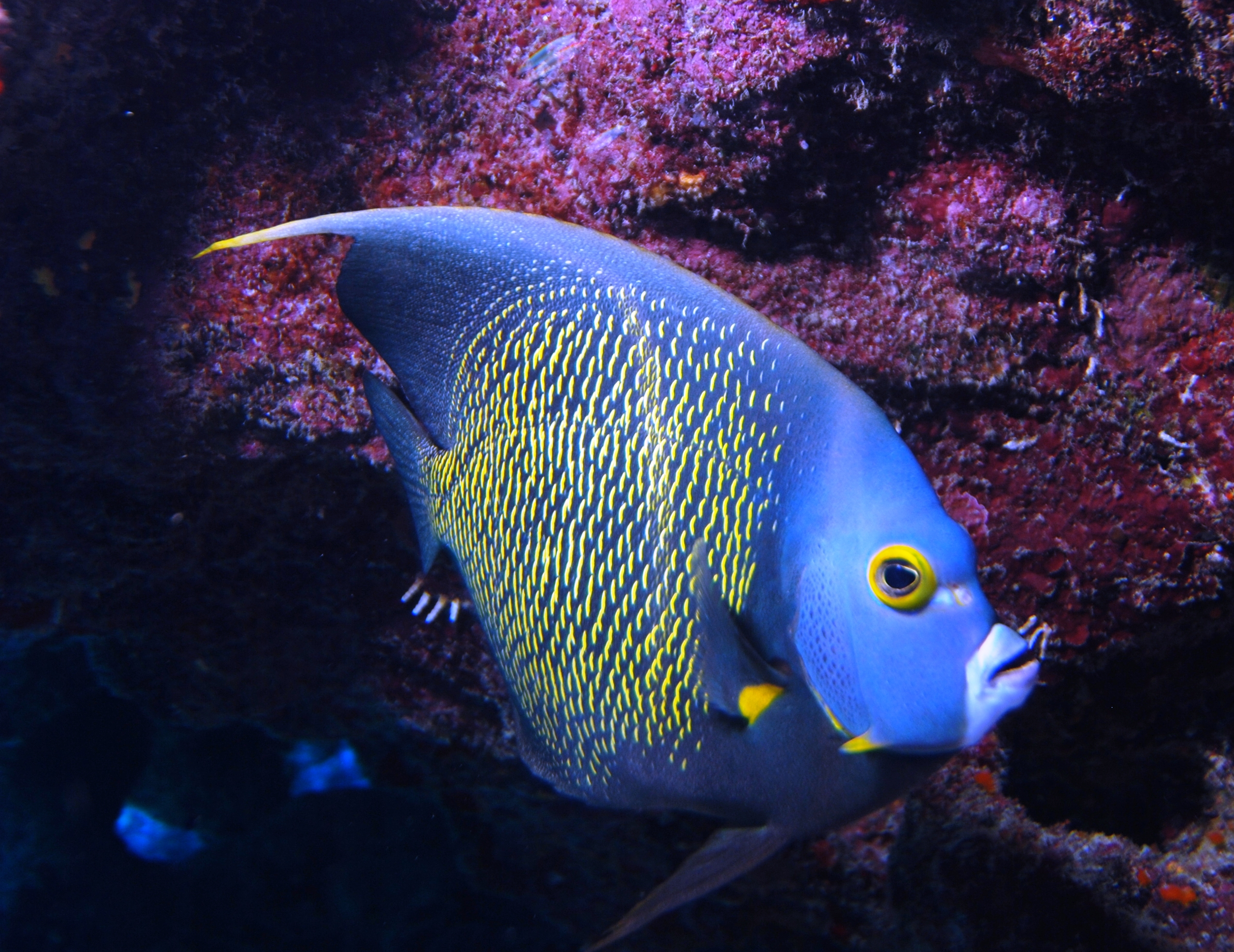
Ejemplar adulto bajo luz actínica
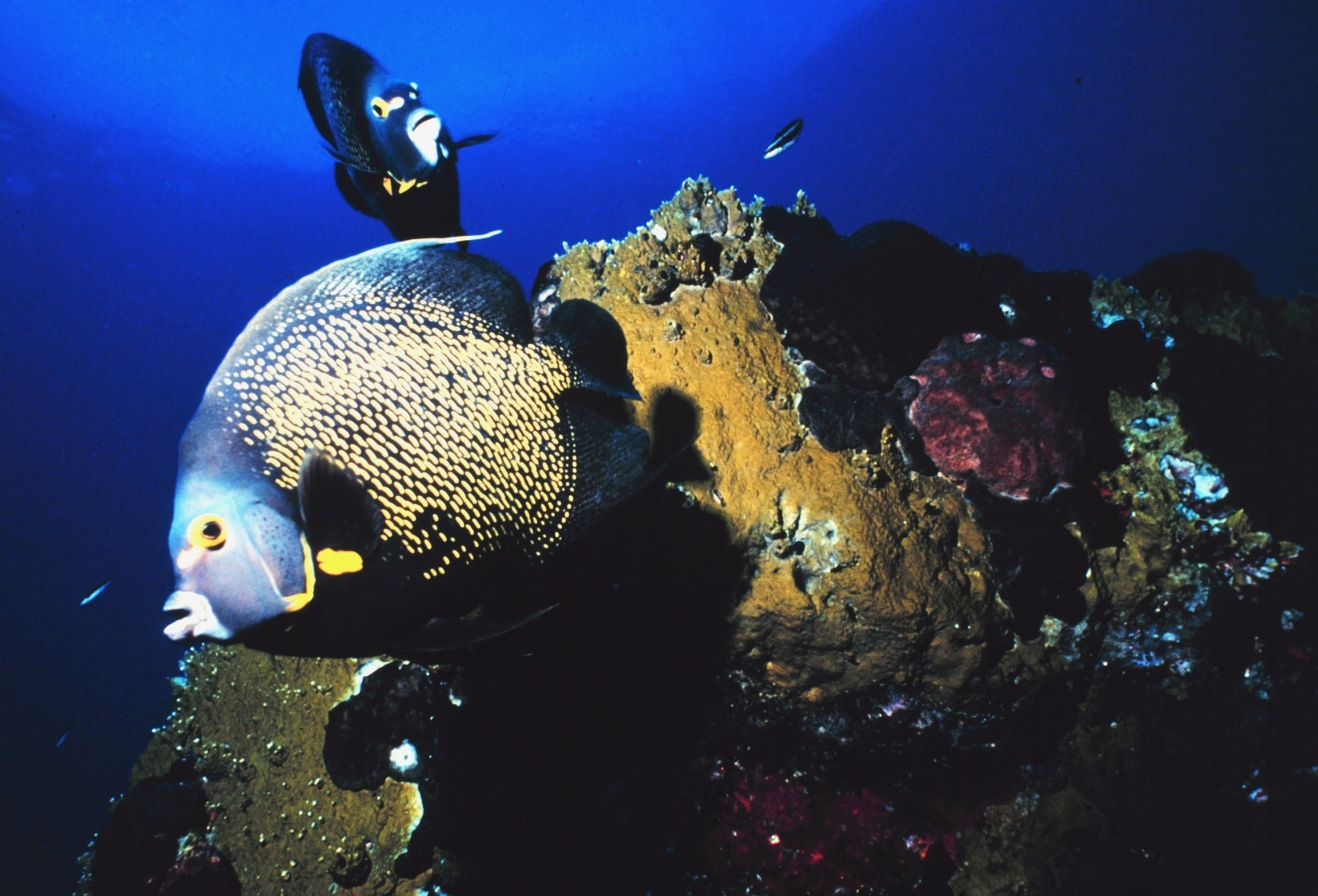
Pareja de P. paru en el Santuario Nacional Marino de Flower Garden Banks, Golfo de México, EE.UU.
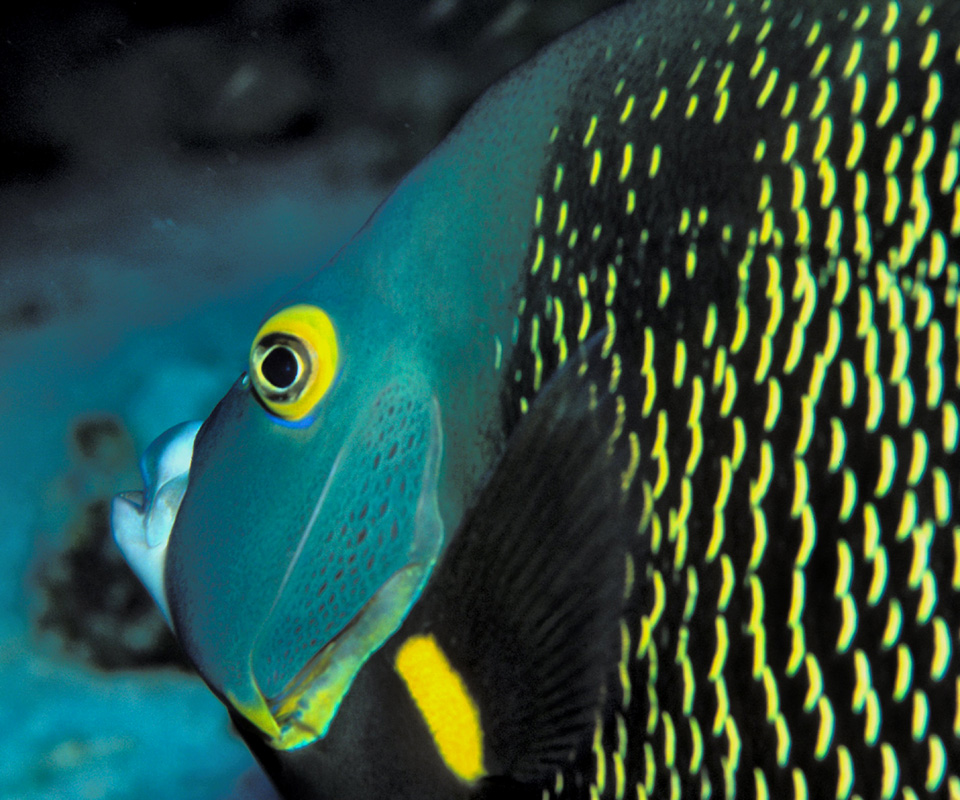
Sus escamas están bordeadas en dorado
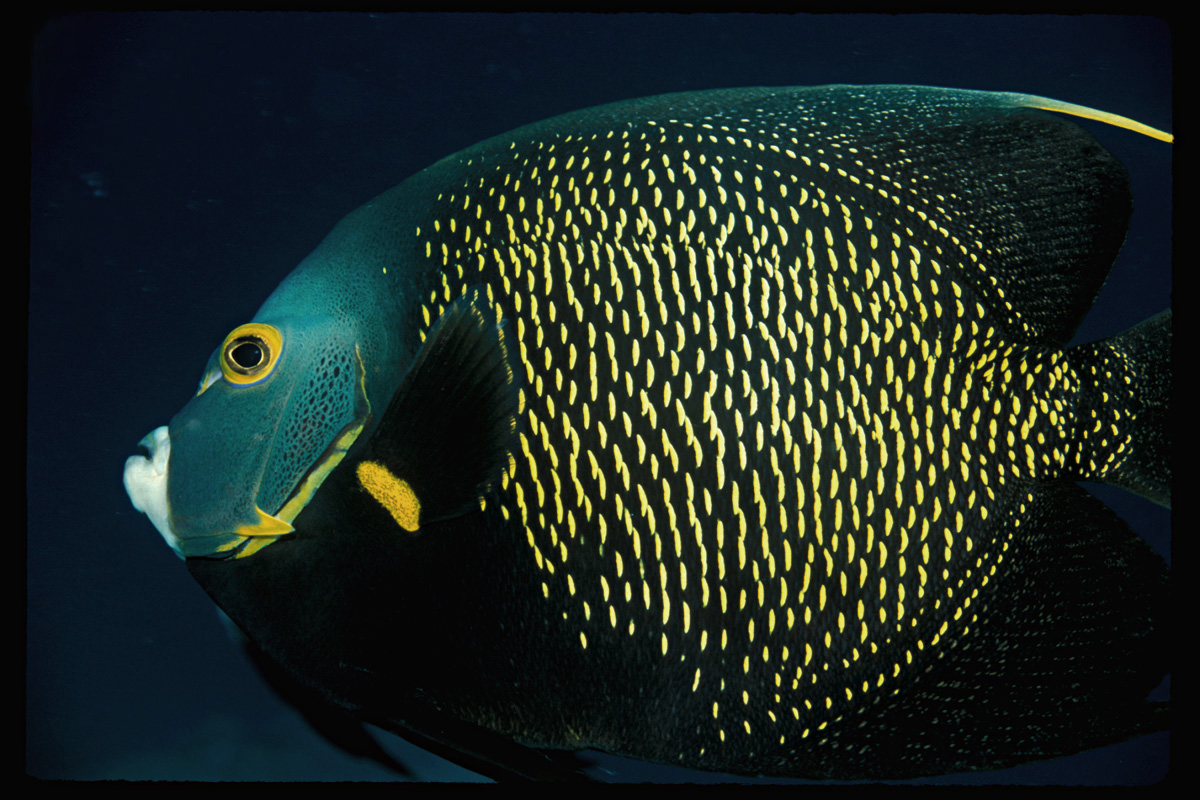
Ejemplar adulto en Antillas Holandesas